# 弘州 (甘肃)
弘州，北周、隋朝、唐朝的州。
周武帝建德六年（577年），北周在广川防設置弘州，下辖開遠郡、河滨郡。隋文帝開皇二年（582年），隋朝废除弘州，管轄区域合并入洮州。唐高祖武德元年（618年），分弘化郡弘化县（今甘肃省庆阳市庆城镇）、三泉县（今甘肃省庆阳市桐川乡）、马岭县（今甘肃省庆阳市马岭镇）设置弘州，设置弘州总管府。治所在弘化县。武德三年（620年），分设华池县（今甘肃省庆阳市华池县林镇乡东华池），改属林州。武德六年（623年），废除弘州，合并入庆州。
唐朝弘州刺史
- 李楚才（武德初年）
- 宇文歆（622年，总管）